# Пехчево (община)
Пехчево (макед. Општина Пехчево) — община в Северной Македонии. Расположена в северо-восточной части страны у границы с Болгарией, в историко-географической области Осоговия. Население составляет 5517 человек (2002 год).
Административный центр — город Пехчево.
Площадь территории общины 208,2 км².
Граничит с общинами Северной Македонии:
- на севере — с общиной Делчево;
- на юге — с общиной Берово.

Этническая структура населения в общине по переписи населения 2002 года:
- македонцы — 4737 чел. (85,9%);
- цыгане — 390 чел. (7,1%);
- турки — 357 чел. (6,5%);
- остальные — 33 чел. (0,6%)